# Torquigener altipinnis
Torquigener altipinnis és una espècie de peix de la família dels tetraodòntids i de l'ordre dels tetraodontiformes.

## Hàbitat
És un peix marí i de clima subtropical.

## Distribució geogràfica
Es troba a Austràlia (incloent-hi les illes Norfolk) i Nova Zelanda (incloent-hi les illes Kermadec).

## Observacions
És inofensiu per als humans.